# Magnamanus
Magnamanus ("Velká ruka") byl rod poměrně velkého býložravého dinosaura, ornitopoda z infrařádu Iguanodontia. Žil na území dnešního Španělska v období rané křídy, asi před 130 miliony let (geologické věky hoteriv až barrem).

## Objev
Fosilie tohoto dinosaura byly objeveny mezi roky 2000 a 2004 v sedimentech geologického souvrství Golmayo a nesou katalogová označení MNS 2000/132, 2001/122, 2002/95, 2003/69, 2004/54. Pravděpodobně se jedná o zkameněliny jediného dospělého exempláře, dnes umístěné ve sbírkách instituce Museo Numantino v Sorii.

## Velikost
Magnamanus byl velkým ornitopodem, dosahujícím délky mezi 9 až 10 metry a hmotnosti kolem 3 tun, čímž se zhruba rovná známějšímu rodu Iguanodon.

## Klasifikace
Tento rod patří do skupiny Ankylopollexia v rámci kladu Styracosterna, a to na bazální vývojové pozici.